# محمد ثابت باشا
محمد ثابت باشا الجركسي (1820 ـ 26 يناير 1902) من أعيان الشراكسة في مصر ومن الشخصيات السياسية فيها. يُعرف عادة بلقبه ثابت باشا. يعتبر من رجال محمد علي باشا والي مصر ورأس العائلة المالكة فيها. ارتبط بالوالي بصلة النسب وذلك بأن تزوّج الأميرة جولسن هانم ابنة السيد طوسون باشا نجل الأميرة زهرة شقيقة محمد علي باشا.

## نشأته
وُلد في القاهرة عام 1820م وتربّى وتعلم مع أنجال محمد علي باشا، وتلقى العلم معهم في مدرسة الخانقاه. أنعم عليه الوالي برتبة الأميرالاي وأخذه معه أثناء سفره إلى الآستانة وأدخله بصحبة الأمير مصطفى فاضل باشا في قلم الباب العالي (ديوان السلطان العثماني) للتدريب واكتساب الخبرة.

## تدرجه في المناصب
- عاد بعد ثلاث سنوات إلى مصر وعُيّن مديراً للجيزة ثم للقليوبية ثم وكيلا لتفتيش الوجه القبلي.
- عُيّن رئيساً لمجلس تجارة القاهرة في زمن سعيد باشا ثم عُيّن في مجلس الاستئناف ثم في مجلس الأحكام.
- عُين محافظاً للقاهرة ثم الإسكندرية، وتقلّد وظائف أُخرى عالية.
- أُختير ناظراً (وزيراً) للمعارف والأوقاف في وزارة محمد شريف باشا.
- قام بمهمة خاصّة للخديوي توفيق باشا في الآستانة أيام الثورة العرابية، وبعد عودته عُيّن مهرداراً للخديوي ثم ناظراً للداخلية في وزارة نوبار باشا عام 1301 هـ / 1884م.
- عُيّن رئيساً للديوان الخديوي في عهد الخديوي توفيق وأول عهد الخديوي عباس حلمي الثاني، وسافر مع الخديوي إلى الآستانة.
- تقاعد بعد عودته من الآستانة وانقطع للعبادة وعمل المبرّات الخيرية.
- توفي في مصر في شهر شوال عام 1319 هـ / 1902م.